# صلجة
الصَّلْجَة (بالتركية: Salça) (بالعثمانية: صالسة أو صالصة) هي فئة من المعجون الأحمر السميك الغامق المصنوع من الفلفل أو الطماطم والملح منشأه تُركِيَّة.

## الأصناف

### صلجة الفلفل
مصنوعة من الفلفل الحار الأحمر أو الفلفل الحلو الطويل والملح. تُزال سيقان الفلفل وبذوره ثم يُسحق الفلفل ويُضاف الملح. يُجفف الفلفل المسحوق بالشمس لمدة ستة إلى سبعة أيام (حسب قوة الشمس) حتى يكتسب الخليط مذاق المجفف بالشمس وقوام المعجون. إنه جزء من مطبخ الأناضول وتتمتع به مجموعات عرقية مختلفة في المنطقة. يُستخدم لتتبيل الأطباق الرئيسة ولحشو فطيرة البيدة والبُرَك. وُستخدم مدهونًا على الخبز أو البَسْكويت.

### صلجة الطماطم
صلجة الطماطم هي معجون طماطم مصنوع من الطماطم المهروسة في الموسم إما على النار أو تحت أشعة الشمس خلال أشهر الصيف المتأخرة.